# Wereldkampioenschappen baanwielrennen 2010
De wereldkampioenschappen baanwielrennen 2010 werden van 24 tot en met 28 maart 2010 gehouden in de Ballerup Super Arena in het Deense Ballerup. Er stonden negentien onderdelen op het programma, tien voor mannen en negen voor vrouwen.

## Programma
| Datum      | Onderdeel |
| ---------- | --- |
| 24/03/2010 | individuele achtervolging vrouwen, kwalificatie 500 m tijdrit vrouwen teamsprint mannen, kwalificatie puntenkoers mannen individuele achtervolging vrouwen, finales teamsprint mannen, finales |
| 25/03/2010 | individuele achtervolging mannen, kwalificatie keirin mannen, eerste ronde ploegenachtervolging vrouwen, kwalificatie keirin mannen, eerste ronde herkansingen teamsprint vrouwen, kwalificatie scratch mannen keirin mannen, tweede ronde teamsprint vrouwen, finales individuele achtervolging mannen, finales ploegenachtervolging vrouwen, finales keirin mannen, finales                |
| 26/03/2010 | ploegenachtervolging mannen, kwalificatie sprint vrouwen, kwalificatie sprint vrouwen, 1/16 finales sprint vrouwen 1/8 finales sprint vrouwen, 1/8 finales herkansingen sprint vrouwen, kwartfinales (1) 1 km tijdrit mannen sprint vrouwen, kwartfinales (2) sprint vrouwen, kwartfinales (3) ploegenachtervolging mannen, finales scratch vrouwen sprint vrouwen, wedstrijd voor 5e plaats |

| Datum      | Onderdeel |
| ---------- | --- |
| 27/03/2010 | omnium 200 m tijdrit vrouwen sprint mannen, kwalificatie omnium scratch vrouwen sprint mannen 1/16 finales omnium achtervolging vrouwen sprint mannen, 1/8 finales sprint mannen, 1/8 finales herkansingen sprint vrouwen, 1/2 finales (1) sprint mannen 1/4 finales (1) sprint vrouwen 1/2 finales (2) sprint mannen 1/4 finales (2) sprint vrouwen 1/2 finales (3) omnium puntenkoers vrouwen sprint mannen 1/4 finales (3) sprint vrouwen, finales (1) ploegkoers mannen sprint mannen, wedstrijd voor 5e plaats sprint vrouwen, finales (2) omnium 500 m tijdrit vrouwen sprint vrouwen, finales (3) |
| 28/03/2010 | omnium 200 m tijdrit mannen keirin vrouwen, eerste ronde omnium scratch mannen keirin vrouwen, eerste ronde herkansingen omnium achtervolging mannen sprint mannen, 1/2 finales (1) omnium puntenkoers mannen sprint mannen, 1/2 finales (2) keirin vrouwen, tweede ronde sprint mannen, 1/2 finales (3) puntenkoers vrouwen omnium 1 km tijdrit mannen sprint mannen, finales (1) keirin vrouwen, finales sprint mannen, finales (2) sprint mannen, finales (3) |

## Deelnemers

### Nederland
- Vrouwen: Yvonne Hijgenaar, Willy Kanis, Vera Koedooder, Amy Pieters, Ellen van Dijk
- Mannen: Levi Heimans, Teun Mulder, Peter Schep, Yondi Schmidt, Danny Stam, Roy van den Berg, Arno van der Zwet, Tim Veldt, Michael Vingerling, Sipke Zijlstra

### België
- Vrouwen: Jolien D'Hoore, Jessie Daams, Kelly Druyts
- Mannen:[1] Ingmar de Poortere, Jonathan Dufrasne, Tim Mertens, Steve Schets

## Resultaten[2]

### Sprint
| #      | Naam              | Land | Tijd          |
| ------ | ----------------- | ---- | ------------- |
| Goud   | Grégory Baugé     | FRA  | 10,406 10,361 |
| Zilver | Shane Perkins     | AUS  |               |
| Brons  | Kévin Sireau      | FRA  | 10,467 10,574 |
| 4      | Robert Förstemann | GER  |               |
| 5      | Matthew Crampton  | GBR  |               |
| 6      | Chris Hoy         | GBR  |               |
| 7      | François Pervis   | FRA  |               |
| 8      | Jason Kenny       | GBR  |               |

| #      | Naam               | Land | Tijd          |
| ------ | ------------------ | ---- | ------------- |
| Goud   | Victoria Pendleton | GBR  | 11,661 11,543 |
| Zilver | Guo Shuang         | CHN  |               |
| Brons  | Simona Krupeckaite | LTU  | 11,377 11,416 |
| 4      | Anna Meares        | AUS  |               |
| 5      | Kristina Vogel     | GER  |               |
| 6      | Kaarle McCulloch   | AUS  |               |
| 7      | Olga Panarina      | BLR  |               |
| 8      | Victoria Baranova  | AUS  |               |

### Teamsprint
| #      | Naam                                             | Land | Tijd   |
| ------ | ------------------------------------------------ | ---- | ------ |
| Goud   | Robert Förstemann Maximilian Levy Stefan Nimke   | GER  | 43,433 |
| Zilver | Grégory Baugé Michaël D'Almeida Kévin Sireau     | FRA  | 43,453 |
| Brons  | Ross Edgar Chris Hoy Jason Kenny                 | GBR  | 43,590 |
| 4      | Cheng Changsong Zhang Lei Zhang Miao             | CHN  | 44,002 |
| 5      | Edward Dawkins Adam Stewart Sam Webster          | NZL  | 44,450 |
| 6      | Sergey Borisov Denis Dmitrjev Sergey Kucherov    | RUS  | 44,498 |
| 7      | Daniel Ellis Jason Niblett Scott Sunderland      | AUS  | 44,578 |
| 8      | Teun Mulder Yondi Schmidt Roy van den Berg       | NED  | 44,630 |
| 9      | Maciej Bielecki Kamil Kuczynski Damian Zielinski | POL  | 44,820 |
| 10     | Kota Asai Yudai Nitta Kazunari Watanabe          | JPN  | 45,136 |

| #      | Naam                                 | Land | Tijd      |
| ------ | ------------------------------------ | ---- | --------- |
| Goud   | Kaarle McCulloch Anna Meares         | AUS  | 32,923 WR |
| Zilver | Gong Jinjie Lin Junhong              | CHN  | 33,192    |
| Brons  | Gintare Gaivenyte Simona Krupeckaite | LTU  | 33,495    |
| 4      | Victoria Pendleton Jessica Varnish   | GBR  | 33,638    |
| 5      | Sandie Clair Clara Sanchez           | FRA  |           |
| 6      | Kristina Vogel Miriam Welte          | GER  |           |
| 7      | Yvonne Hijgenaar Willy Kanis         | NED  |           |
| 8      | Victoria Baranova Olga Strelstova    | RUS  |           |
| 9      | Renata Dabrowska Aleksandra Drejgier | POL  |           |
| 10     | Lee Wai Sze Meng Zhao Juan           | HKG  |           |

### Individuele achtervolging
| #      | Naam                         | Land | Tijd     |
| ------ | ---------------------------- | ---- | -------- |
| Goud   | Taylor Phinney               | USA  | 4.16,600 |
| Zilver | Jesse Sergent                | NZL  | 4.18,459 |
| Brons  | Jack Bobridge                | AUS  | 4.18,066 |
| 4      | Aleksandr Serov              | RUS  | 4.21,263 |
| 5      | Rohan Dennis                 | AUS  |          |
| 6      | Vitaliy Sjtsjedov            | UKR  |          |
| 7      | Westley Gough                | NZL  |          |
| 8      | Lasse Norman Hansen          | DEN  |          |
| 9      | Vitaliy Popkov               | UKR  |          |
| 10     | Juan Esteban Arango Carvajal | COL  |          |
| ...    |                              |      |          |
| 15     | Levi Heimans                 | NED  | 4.26,405 |
| 16     | Arno van der Zwet            | NED  | 4.26,677 |
| 17     | Ingmar de Poortere           | BEL  |          |
| ...    |                              |      |          |
| 19     | Jonathan Dufrasne            | BEL  |          |

| #      | Naam              | Land | Tijd     |
| ------ | ----------------- | ---- | -------- |
| Goud   | Sarah Hammer      | USA  | 3.28,601 |
| Zilver | Wendy Houvenaghel | GBR  | 3.32,496 |
| Brons  | Vilija Sereikaite | LTU  | 3.32,085 |
| 4      | Alison Shanks     | NZL  | 3.32,733 |
| 5      | Ellen van Dijk    | NED  | 3.33,704 |
| 6      | Lesja Kalitovska  | UKR  |          |
| 7      | Jamie Nielsen     | NZL  |          |
| 8      | Vera Koedooder    | NED  | 3.37,466 |
| 9      | Tara Whitten      | CAN  |          |
| 10     | Fan Jiang         | CHN  |          |

### Ploegenachtervolging
| #      | Naam                                                                                   | Land      | Tijd     |
| ------ | -------------------------------------------------------------------------------------- | --------- | -------- |
| Goud   | Jack Bobridge Rohan Dennis Michael Hepburn Cameron Meyer                               | AUS       | 3.55,654 |
| Zilver | Steven Burke Ed Clancy Ben Swift Andrew Tennant                                        | GBR       | 3.55,806 |
| Brons  | Sam Bewley Westley Gough Peter Latham Jesse Sergent                                    | NZL       | 3.59,475 |
| 4      | Niki Byrgesen Michael Færk Christensen Jens Erik Madsen Rasmus Quaade                  | DEN       | 4.01,838 |
| 5      | Ljoebomir Polatajko Maxym Polisjtsjoek Vitaliy Popkov Vitaliy Sjtsjedov                | UKR       |          |
| 6      | Levi Heimans Arno van der Zwet Tim Veldt Sipke Zijlstra                                | NED       | 4.04,818 |
| 7      | Ivan Kovalev Victor Manakov Aleksej Markov Aleksandr Serov                             | RUS       |          |
| 8      | Unai Elloriaga Zubiaur Sergi Escobar i Roure David Muntaner Juaneda Eley Teruel Rovira | ESP       |          |
| 9      | Vivien Brisse Benoît Daeninck Julien Duval Julien Morice                               | Frankrijk |          |
| 10     | Robert Bartko Robert Bengsch Henning Bommel Patrick Gretsch                            | GER       |          |

| #      | Naam                                                     | Land | Tijd        |
| ------ | -------------------------------------------------------- | ---- | ----------- |
| Goud   | Ashlee Ankudinoff Sarah Kent Josephine Tomic             | AUS  | 3.21,748    |
| Zilver | Elizabeth Armitstead Weny Houvenaghel Joanna Rowsell     | GBR  | 3.22,287    |
| Brons  | Rushlee Buchanan Lauren Ellis Alison Shanks              | NZL  | 3.21,552 WR |
| 4      | Dotsie Bausch Sarah Hammer Lauren Tamayo                 | USA  | 3.24,571    |
| 5      | Vera Koedooder Amy Pieters Ellen van Dijk                | NED  | 3.25,156    |
| 6      | Laura Brown Stephanie Roorda Tara Whitten                | CAN  |             |
| 7      | Charlotte Becker Lisa Brennauer Verena Joos              | GER  |             |
| 8      | Yelizaveta Botsjkarova Svitlana Galjoek Lesya Kalitovska | UKR  |             |
| 9      | Jessie Daams Jolien D'Hoore Kelly Druyts                 | BEL  |             |
| 10     | Jiang Fen Jiang Wenwen Liang Jing                        | CHN  |             |

### Tijdrit

#### 1 kilometer
| #      | Naam                  | Land | Tijd     |
| ------ | --------------------- | ---- | -------- |
| Goud   | Teun Mulder           | NED  | 1.00,341 |
| Zilver | Michaël D'Almeida     | FRA  | 1.00,884 |
| Brons  | François Pervis       | FRA  | 1.01,024 |
| 4      | Stefan Nimke          | GER  | 1.01,086 |
| 5      | Edward Dawkins        | NZL  | 1.01,372 |
| 6      | Zhang Miao            | CHN  | 1.01,520 |
| 7      | David Daniell         | GBR  | 1.02,033 |
| 8      | Scott Sunderland      | AUS  | 1.02,291 |
| 9      | Tomáš Bábek           | CZE  | 1.02,940 |
| 10     | David Alonso Castillo | ESP  | 1.03,004 |

#### 500 meter
| #      | Naam                      | Land | Tijd   |
| ------ | ------------------------- | ---- | ------ |
| Goud   | Anna Meares               | AUS  | 33,381 |
| Zilver | Simona Krupeckaite        | LTU  | 33,462 |
| Brons  | Olga Panarina             | BLR  | 33,779 |
| 4      | Willy Kanis               | NED  | 33,801 |
| 5      | Sandie Clair              | FRA  | 33,992 |
| 6      | Kaarle McCulloch          | AUS  | 34,349 |
| 7      | Miriam Welte              | GER  | 34,407 |
| 8      | Gong Jinjie               | CHN  | 34,538 |
| 9      | Lisandra Guerra Rodriguez | CUB  | 34,674 |
| 10     | Lin Junhong               | CHN  | 34,803 |

### Puntenkoers
| #      | Naam               | Land | Punten |
| ------ | ------------------ | ---- | ------ |
| Goud   | Cameron Meyer      | AUS  | 70     |
| Zilver | Peter Schep        | NED  | 33     |
| Brons  | Milan Kadlec       | CZE  | 27     |
| 4      | Chris Newton       | GBR  | 26     |
| 5      | Ingmar de Poortere | BEL  | 24     |
| 6      | Christophe Riblon  | FRA  | 17     |
| 7      | Walter Pérez       | ARG  | 13     |
| 8      | Roger Kluge        | GER  | 13     |
| 9      | Daniel Kreutzfeldt | DEN  | 10     |
| 10     | Makoto Iijima      | JPN  | 8      |

| #      | Naam                       | Land | Punten |
| ------ | -------------------------- | ---- | ------ |
| Goud   | Tara Whitten               | CAN  | 36     |
| Zilver | Lauren Ellis               | NZL  | 33     |
| Brons  | Tatsiana Sjarakova         | BLR  | 33     |
| 4      | Elena Tsjalikh             | AZE  | 26     |
| 5      | Paola Muñoz                | CHI  | 22     |
| 6      | Giorgia Bronzini           | ITA  | 14     |
| 7      | Leire Olaberria Dorronsoro | ESP  | 9      |
| 8      | Ellen van Dijk             | NED  | 8      |
| 9      | Elizabeth Armitstead       | GBR  | 7      |
| 10     | Megan Dunn                 | AUS  | 7      |

### Keirin
| #      | Naam              | Land | Detail |
| ------ | ----------------- | ---- | ------ |
| Goud   | Chris Hoy         | GBR  |        |
| Zilver | Azizulhasni Awang | MAS  |        |
| Brons  | Maximilian Levy   | GER  |        |
| 4      | Teun Mulder       | NED  |        |
| 5      | François Pervis   | FRA  |        |
| 6      | Sam Webster       | NZL  |        |

| #      | Naam               | Land | Detail |
| ------ | ------------------ | ---- | ------ |
| Goud   | Simona Krupeckaite | LTU  |        |
| Zilver | Victoria Pendleton | GBR  |        |
| Brons  | Olga Panarina      | BLR  |        |
| 4      | Kaarle McCulloch   | AUS  |        |
| 5      | Miriam Welte       | GER  |        |
| 6      | Clara Sanchez      | FRA  |        |

### Scratch
| mannen |                              |      |       |
| #      | Naam                         | Land | Ronde |
| Goud   | Alex Rasmussen               | DEN  |       |
| Zilver | Juan Esteban Arango Carvajal | COL  |       |
| Brons  | Kazuhiro Mori                | JPN  |       |
| 4      | Martin Blaha                 | CZE  | - 1   |
| 5      | Chris Newton                 | GBR  | - 1   |
| 6      | Mykhaylo Radionov            | UKR  | - 1   |
| 7      | Thomas Scully                | NZL  | - 1   |
| 8      | Kwok Ho Ting                 | HKG  | - 1   |
| 9      | Morgan Kneisky               | FRA  | - 1   |
| 10     | Erik Mohs                    | GER  | - 1   |

| #      | Naam                       | Land |
| ------ | -------------------------- | ---- |
| Goud   | Pascale Jeuland            | FRA  |
| Zilver | Yumari Gonzalez Valdivieso | CUB  |
| Brons  | Belinda Goss               | AUS  |
| 4      | Kelly Druyts               | BEL  |
| 5      | Jarmila Machacova          | CZE  |
| 6      | Malgorzata Wojtyra         | POL  |
| 7      | Na Ah-reum                 | KOR  |
| 8      | Tatsiana Sjarakova         | BLR  |
| 9      | Julie Leth                 | DEN  |
| 10     | Diao Xiao Juan             | HKG  |

### Omnium
| #      | Naam                         | Land | Punten |
| ------ | ---------------------------- | ---- | ------ |
| Goud   | Ed Clancy                    | GBR  | 24     |
| Zilver | Leigh Howard                 | AUS  | 32     |
| Brons  | Taylor Phinney               | USA  | 33     |
| 4      | Robert Bartko                | GER  | 36     |
| 5      | Tim Veldt                    | NED  | 37     |
| 6      | Juan Esteban Arango Carvajal | COL  | 40     |
| 7      | Tim Mertens                  | BEL  | 41     |
| 8      | David Muntaner Juaneda       | ESP  | 43     |
| 9      | Vitaliy Sjtjedov             | UKR  | 46     |
| 10     | Myron Simpson                | NZL  | 47     |

| #      | Naam                       | Land | Punten |
| ------ | -------------------------- | ---- | ------ |
| Goud   | Tara Whitten               | CAN  | 23     |
| Zilver | Elizabeth Armitstead       | GBR  | 29     |
| Brons  | Leire Olaberria Dorronsoro | ESP  | 30     |
| 4      | Yvonne Hijgenaar           | NED  | 30     |
| 5      | Sarah Hammer               | USA  | 32     |
| 6      | Vilija Sereikaite          | LTU  | 35     |
| 7      | Charlotte Becker           | GER  | 39     |
| 8      | Gemma Dudley               | NZL  | 40     |
| 9      | Lada Kozilkova             | CZE  | 41     |
| 10     | Tatsiana Sjarakova         | BLR  | 44     |

### Ploegkoers
| #      | Naam                             | Land | Punten  |
| ------ | -------------------------------- | ---- | ------- |
| Goud   | Leigh Howard Cameron Meyer       | AUS  | 16      |
| Zilver | Morgan Kneisky Christophe Riblon | FRA  | 6       |
| Brons  | Ingmar De Poortere Steve Schets  | BEL  | 5       |
| 4      | Michael Mørkøv Alex Rasmussen    | DEN  | 17 (-1) |
| 5      | Robert Bartko Roger Kluge        | GER  | 13 (-1) |

## Medaillespiegel
| Plaats | Land                | Goud | Zilver | Brons | Totaal |
| 1      | Australië           | 6    | 2      | 2     | 10     |
| 2      | Verenigd Koninkrijk | 3    | 5      | 1     | 9      |
| 3      | Frankrijk           | 2    | 3      | 2     | 7      |
| 4      | Verenigde Staten    | 2    | 0      | 1     | 3      |
| 5      | Canada              | 2    | 0      | 0     | 2      |
| 6      | Litouwen            | 1    | 1      | 3     | 5      |
| 7      | Nederland           | 1    | 1      | 0     | 2      |
| 8      | Duitsland           | 1    | 0      | 1     | 2      |
| 9      | Denemarken          | 1    | 0      | 0     | 1      |
| 10     | Nieuw-Zeeland       | 0    | 2      | 2     | 4      |
| 11     | China               | 0    | 2      | 0     | 2      |
| 12     | Colombia            | 0    | 1      | 0     | 1      |
| 12     | Cuba                | 0    | 1      | 0     | 1      |
| 12     | Maleisië            | 0    | 1      | 0     | 1      |
| 15     | Wit-Rusland         | 0    | 0      | 3     | 3      |
| 16     | België              | 0    | 0      | 1     | 1      |
| 16     | Tsjechië            | 0    | 0      | 1     | 1      |
| 16     | Japan               | 0    | 0      | 1     | 1      |
| 16     | Spanje              | 0    | 0      | 1     | 1      |
| Totaal | Totaal              | 19   | 19     | 19    | 57     |